# Jakub Sobieski

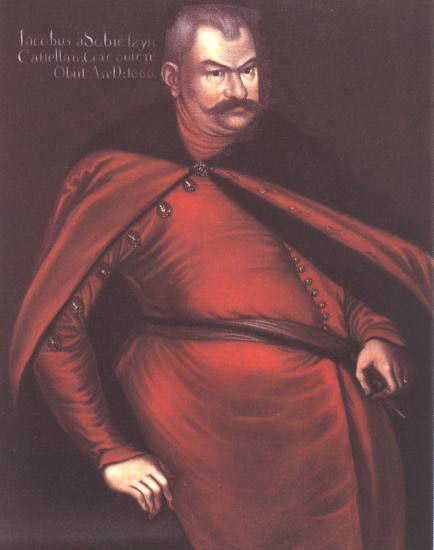
Jakub Sobieski

Jakub Sobieski (Zjovkva, 5 mei 1591-aldaar, 23 juni 1646) was een Pools-Litouws edelman en parlementair activist, vader van Jan Sobieski.

## Privé
De vader van Jacub Sobieski was Marek Sobieski (1550-1605) , die in 1576 trouwde met Jadwiga Snopkowska (1557-1589).